# Municipio de San Mateo Cajonos
San Mateo Cajonos es un municipio situado en el estado mexicano de Oaxaca. Según el censo de 2020, tiene una población de 611 habitantes.
Pertenece al distrito de Villa Alta, uno de los tres en que se divide la Región Sierra de Juárez.
Su cabecera es la localidad de San Mateo Cajonos.

## Toponimia
El nombre San Mateo es en honor a Mateo el Evangelista, reconocido por la Iglesia católica como santo y adoptado por el municipio como patrono. El nombre Cajonos es una corrupción de la palabra Cashum, que proviene del zapoteco antiguo y cuyo significado se desconoce.

## Historia
La primera población establecida en el actual municipio fue fundada por Tiobacela, hijo de Vadade lag Daoo de Xagacía, aproximadamente en el 1212 bajo el nombre de Quiotepec. Se especula que la población cambió de nombre a Cajonos en 1531, en el momento en que fue conquistada por los españoles. Los títulos de los terrenos que lo conforman fueron expedidos el 15 de agosto de 1819.

## Geografía
El municipio abarca 15.26 km² y se encuentra a una altitud promedio de 1360 m s. n. m., oscilando entre 1800 y 800 m s. n. m.
Colinda al norte con los municipios de San Francisco Cajonos y Villa Hidalgo; al este con Villa Hidalgo; al sur con San Pablo Yaganiza; y al oeste con San Pablo Yaganiza y San Francisco Cajonos.

### Fisiografía
San Mateo Cajonos pertenece a la subprovincia de las sierras orientales, dentro de la Sierra Madre del Sur. La demarcación está cubierta por el sistema de topoformas de la sierra alta compleja. El relieve predominante es la montaña.

### Hidrografía
El municipio se encuentra en la subcuenca del río Playa, dentro de la cuenca del río Papaloapan, perteneciente a la región hidrológica del Papaloapam. El río más importante de la demarcación es el río Cajonos.

## Clima
El clima del municipio es semicálido húmedo con abundantes lluvias en verano en el 63% de su territorio y cálido húmedo con abundantes lluvias en verano en el 37% restante. El rango de temperatura promedio es de 20 a 22 grados Celsius. El mínimo promedio es de 10 a 12 grados y el máximo promedio de 30 a 32 grados. El rango de precipitación media anual es de 600 a 800 mm y los meses de lluvias son de octubre a mayo.

## Demografía
De acuerdo al último censo, realizado por el INEGI en 2020, en el municipio habitan 611 personas. Del total de habitantes de San Mateo Cajonos, 445 hablan alguna lengua indígena.

### Grado de marginación
Según datos del Consejo Nacional de Evaluación de la Política de Desarrollo Social (CONEVAL) correspondientes al año 2020, el 21.6% de la población del municipio vive en condiciones de pobreza extrema. El grado de marginación de San Mateo Cajonos es alto.

## Política

### Gobierno
El municipio se rige mediante el sistema de usos y costumbres, eligiendo gobernantes cada año de acuerdo a un sistema establecido por las tradiciones de sus antepasados.

### Regionalización
San Mateo Cajonos pertenece al IV distrito electoral federal de Oaxaca y al III distrito electoral local.